# Цветногръд брегобегач
Цветногръдият брегобегач (Calidris melanotos) е вид малка птица от семейство Бекасови (Scolopacidae).

## Разпространение
Видът се размножава в Северна Америка и Азия, а зимува в Южна Америка и Океания.

## Хранене
Цветногръдият брегобегач се храни с малки безгръбначни.